# جعفر خرسندی
جعفر خرسندی، (۱۲۸۳–۱۳۵۲) از شاعران برجسته شهر بروجرد و نوازنده تار و ویولن بود. او برادر ناتنی ابوالقاسم لاهوتی و از شاگردان ابوالحسن صبا و روح‌الله خالقی بود.
وی در سال ۱۳۴۳ ریاست اداره فرهنگ و هنر بروجرد را به عهده گرفت و تلاشهای بسیاری برای ارتقا سطح فرهنگ و هنر شهر بروجرد انجام داد.
از آثار او می‌توان به دیوان اشعار استاد جعفر خرسندی
اشاره کرد..
از وی اشعاری در زمینه‌های گوناگون از جمله مناجات نامه، نوروزیه و بهاریه، مدح و ثنای اهل بیت، غزلیات عاشقانه، پند و اندرز و اشعاری به زبان محلی بروجردی و لری به یادگار مانده‌است، از نکات برجسته در شعر وی طبع روان و اثرگذار شاعر است. تخلص او در اشعارش
"خرسندی" می‌باشد.

## زندگی‌نامه

### کودکی
جعفر خرسندی در سال ۱۲۸۳ خورشیدی در شهرستان بروجرد به دنیا آمد، در جوانی به همراه خانواده به کرمانشاه رفت و در همان‌جا اقامت گزید. پس از فوت پدر و با ازدواج مجدد مادر، با ابوالقاسم لاهوتی (شاعر و مشروطه خواه بزرگ ایرانی) برادر شد و در محضر وی به کسب علم و سواد و رموز شاعری پرداخت. همنشینی با برادر ناتنی، استعداد و طبع شاعری را در او بارور کرد.

### جوانی و آغاز تحصیلات موسیقی

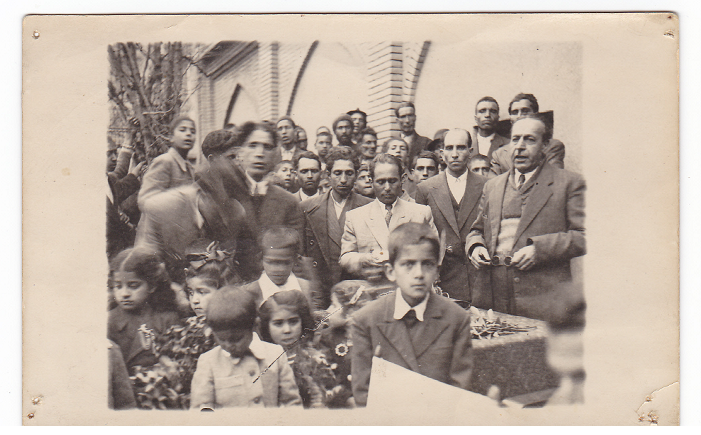
در این عکس ایشان در کنار همکاران و شاگردان دورهٔ ابتدایی در مدرسه محل خدمتش دیده می‌شود

در جوانی اهل سیر و سفر بود و سفرهایی به عراق و دیگر مناطق مرزی داشت.
او در این دوران تجارب بسیار اندوخت و بعضی از این خاطرات را در شعرهایش منعکس کرده‌است.
وی چند صباحی در شهر سنندج اقامت گزید و در آنجا صاحب ۲ فرزند شد.
علاقه وافر وی به موسیقی اصیل ایرانی او را به تهران کشاند و در هنرستان موسیقی ملی نزد اساتیدی چون ابوالحسن صبا و روح‌الله خالقی هنر آموخت و در سازهای مختلف مثل تار و ویولن تبحر یافت.
پس از دورهٔ هنر آموزی به استخدام اداره آموزش پرورش بروجرد درآمد و به شغل مقدس آموزگاری مشغول شد و همزمان ریاست اداره فرهنگ و هنر بروجرد را بعهده گرفت و پایه‌گذار موسیقی در مدارس شهر بروجرد شد.

### ورود به عرصه شاعری

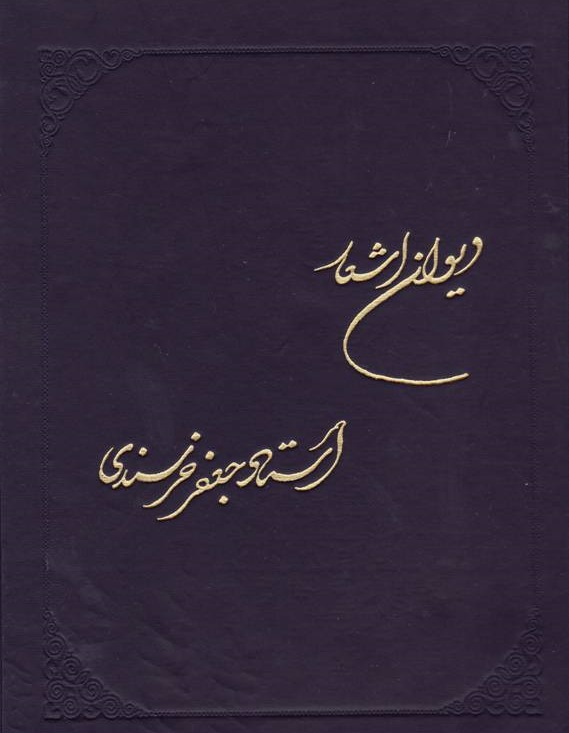
دیوان اشعار استاد جعفر خرسندی

روحیه هنرمندانهٔ ایشان سرانجام خود را در قالب شعر نشان داد و ایشان در کنار نواختن تار به سرودن شعر مشغول شد.
به طوری که کم‌کم نواختن ساز را کنار گذاشت و تمام وقت خود را صرف سرودن شعر نمود.
ایشان با شعرای زمان خودش از جمله حزین بروجردی که چندین جلد دیوان اشعار از ایشان باقی‌مانده‌است. ارتباط نزدیک و همیشگی داشت و همواره از تجارب یکدیگر در زمینه شعری بهره می‌بردند و گاهی با دیگر شعرای شهر مثل آقای شریعتی گفت و شنود شعری داشت.
او در انجمن شعرای بروجرد حضوری فعال داشت و اشعار خود را غالباً در آنجا بیان می‌نمود.
هنگامی که به سرودن اشعار سیاسی خود در آنجا پرداخت. از طرف سازمان امنیت مورد بازخواست و تهدید قرار گرفت و از وی خواسته شد که آن اشعار را هرگز در جایی دیگر بیان ننماید.
این اولین بار نبود که مورد بازجویی قرار می‌گرفت، چندی قبل به خاطر برادر ناتنی اش ابوالقاسم لاهوتی، که فرماندهی قیام تبریز را در سال ۱۳۰۰ در آذربایجان به عهده داشت از طرف حکومت مورد بازخواست قرار گرفته بود.
او در کنار روحیه شاعرانه‌اش بسیار مقید و پایبند به مقدسات مذهبی خود بود و با حساسیت خاصی تکالیف دینی فرزندانش را به آنها گوشزد می‌کرد.
وجود همسر وی که از یک خانواده معروف و عالم بروجردی ملقب به آقا برار که دوست و همنشین سید حسین طباطبایی بروجردی بود، بر اعتقاد مذهبی او افزود، که این روحیه مذهبی را در اشعاری که در باب اهل بیت سروده‌است می‌توان مشاهده کرد.

### درگذشت
زندگی او در سال ۱۳۵۲ بر اثر سرطان به پایان رسید و در شهرستان بروجرد به خاک سپرده شد.
دیوان اشعار جعفر خرسندی توسط فرزندان وی در سال ۱۳۸۳ به چاپ رسید و وزارت فرهنگ و ارشاد اسلامی تهران ۳۰۰ جلد از این کتاب را خریداری نموده و به کتابخانه‌های بزرگ کشور فرستاد.
در همان سال رادیو بروجرد اقدام به پخش ویژه برنامه معرفی وی و اشعارش نمود و بار دیگر یاد او را در اذهان مردم بروجرد زنده گردانید.

## دیوان اشعار

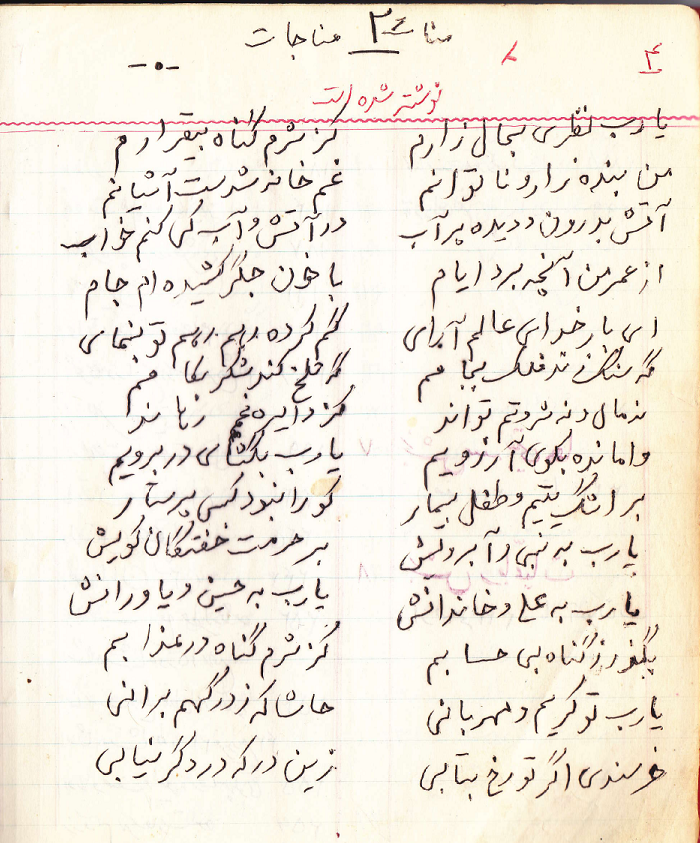
دست خط ایشان در یکی از اشعار مناجات نامه

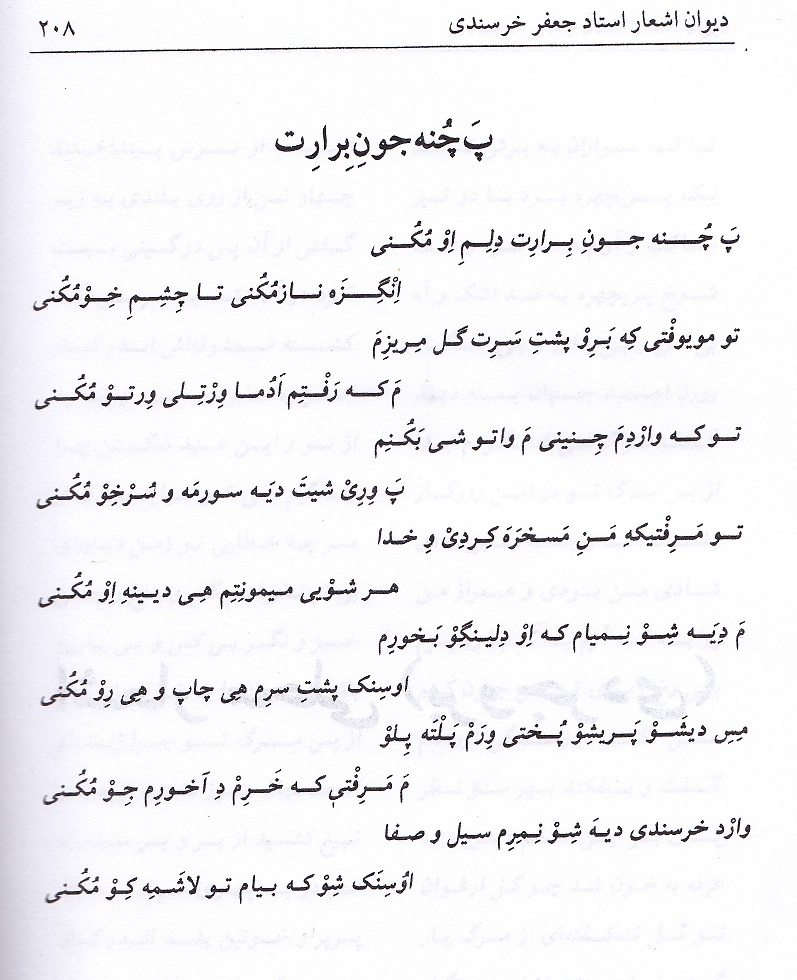
شعر معروف بروجردی «پَ چُنَه جونِ بِرارِتِ» در دیوان اشعار

### مناجاتنامه
| یا رب نظری به حال زارم  |  | کز شرم گناه بی‌قرارم        |
| من بندهٔ زار و ناتوانم   |  | غم خانه شدست آشیانم        |
| آتش بدرون و دیده پرآب   |  | در آتش و آب کی کنم خواب    |
| از عمر من آنچه برد ایام |  | با خون جگر کشیده‌ام جام     |
| ای بار خدای عالم آرای   |  | گم کرده رَهم ٫ رَهم تو بنمای |
| گه سنگ زند فلک به جانم  |  | گه تلخ کند شکر به کامم     |
| نه مال و نه ثروتم تواند |  | کز دایره غمم رهاند         |
| وامانده به کوی آرزویم   |  | یا رب بگشای دربرویم        |
| بر اشک یتیم و طفل بیمار |  | کو را نبود کسی پرستار      |
| یا رب به نبی و آبرویش   |  | بر حرمت خفتگان و کویش      |
| یا رب به علی و خاندانش  |  | یا رب به حسین و یاورانش    |
| بگذر ز حساب بی حسابم    |  | کز شرم گناه در عذابم       |
| یا رب تو کریم و مهربانی |  | حاشا که ز درگهم برانی      |
| خرسندی اگر تو رخ بتابی  |  | زین در که در دگر نیابی     |

### غزلیات
| گفتم که چشم مستت بر ما نظر ندارد      |  | گفتا که او ز مستی از خود خبر ندارد    |
| گفتم هزار عاشق سر می‌کشد به کویت       |  | گفتا که در ره عشق کس پا و سر ندارد    |
| گفتم که مرغ روحم پر می‌زند به سویت     |  | گفتاکه مرغ عشق است، او بال و پر ندارد |
| گفتم که صبح وصلت کی می‌شود فروزان      |  | گفتا که شام هجران هرگز سحر ندارد      |
| گفتم که زندگانی عیش است و کامرانی     |  | گفتا که عیش دائم کامی به برندارد      |
| گفتم که درد هجرم درمان کن از نگاهی    |  | گفتا که درد عاشق درمان دگر ندارد      |
| گفتم که بازخوانی ما را به بر نهانی    |  | گفتا رقیب امشب زین ره خبر ندارد       |
| گفتم به تیر مژگان آتش زدی به جانم     |  | گفتا که تیر مژگان سوز جگر ندارد       |
| گفتم که ساقی امشب مست از سراب ناب است |  | گفتا هزار افسوس جامی دگر ندارد        |
| گفتم که عمر جاوید خرسندیا تو داری     |  | گفتا که بی رخ دوست هستی ثمر ندارد     |